# Sainte-Agathe-des-Monts
Sainte-Agathe-des-Monts ist eine Stadt im Südwesten der kanadischen Provinz Québec. Sie liegt in der Verwaltungsregion Laurentides, rund 100 Kilometer nordwestlich von Montreal. Sainte-Agathe-des-Monts gehört zur regionalen Grafschaftsgemeinde (municipalité régionale du comté) Les Laurentides, hat eine Fläche von 130,09 km² und zählt 10.223 Einwohner (Stand: 2016).

## Geographie
Sainte-Agathe-des-Monts liegt inmitten der Laurentinischen Berge, am Oberlauf des Rivière du Nord. Dieser Nebenfluss des Ottawa entspringt rund 5 km nördlich des Stadtzentrums im Lac Brûlé. Die westlichen Stadtteile liegen am Ufer des Lac des Sables. Hinzu kommen zahlreiche weitere kleine Seen, wie z. B. Lac à la Truite. Nachbargemeinden sind Val-des-Lacs im Norden, Lantier im Nordosten, Sainte-Lucie-des-Laurentides im Osten, Val-David im Südosten, Saint-Adolphe-d’Howard im Süden, Ivry-sur-le-Lac und Saint-Faustin–Lac-Carré im Westen sowie Lac-Supérieur im Nordwesten.

## Geschichte
Die ersten Familien ließen sich im Jahr 1849 hier dauerhaft nieder, überwiegend katholische Frankokanadier. Die ersten Einwohner betrieben Milchwirtschaft und waren als Holzfäller tätig. Mit der Eröffnung einer Eisenbahnlinie der Canadian Pacific Railway von Saint-Jérôme her erlebte das Dorf ab 1892 einen markanten Wachstumsschub. Sainte-Agathe-des-Monts entwickelte sich zur bevorzugten Ausflugs- und Urlaubsdestination der (überwiegend anglophonen) Montrealer Oberschicht, die hier herrschaftliche Villen errichten ließ; auch eine kleine jüdische Gemeinschaft etablierte sich. Es entstanden mehrere Sanatorien und ein Krankenhaus für Tuberkulosekranke, die heute jedoch nicht mehr existieren.
Bereits 1915 erhielt die Gemeinde den Stadtstatus. Der Ortsname erinnert einerseits an die Heilige Agatha von Catania, andererseits an die Lage in den Bergen. Er war erstmals 1879 vom neu eröffneten Postamt offiziell verwendet worden. Die Autobahn nach Montreal wurde 1965 eröffnet, die Bahnlinie 1981 stillgelegt und zu einem Radweg umgebaut. Nach der Schließung einer Teppichfabrik zu Beginn der 1980er förderte man den Tourismus verstärkt und positionierte die Stadt als Ganzjahresdestination. Hinzu kam der Ausbau zu einem regionalen Dienstleistungs- und Bildungszentrum. 2002 ordnete die Provinzregierung die Fusion mit den Gemeinden Sainte-Agathe-Nord und Ivry-sur-le-Lac. Letztere entschied sich jedoch 2006 in einem Referendum für die Abspaltung von Sainte-Agathe-des-Monts.

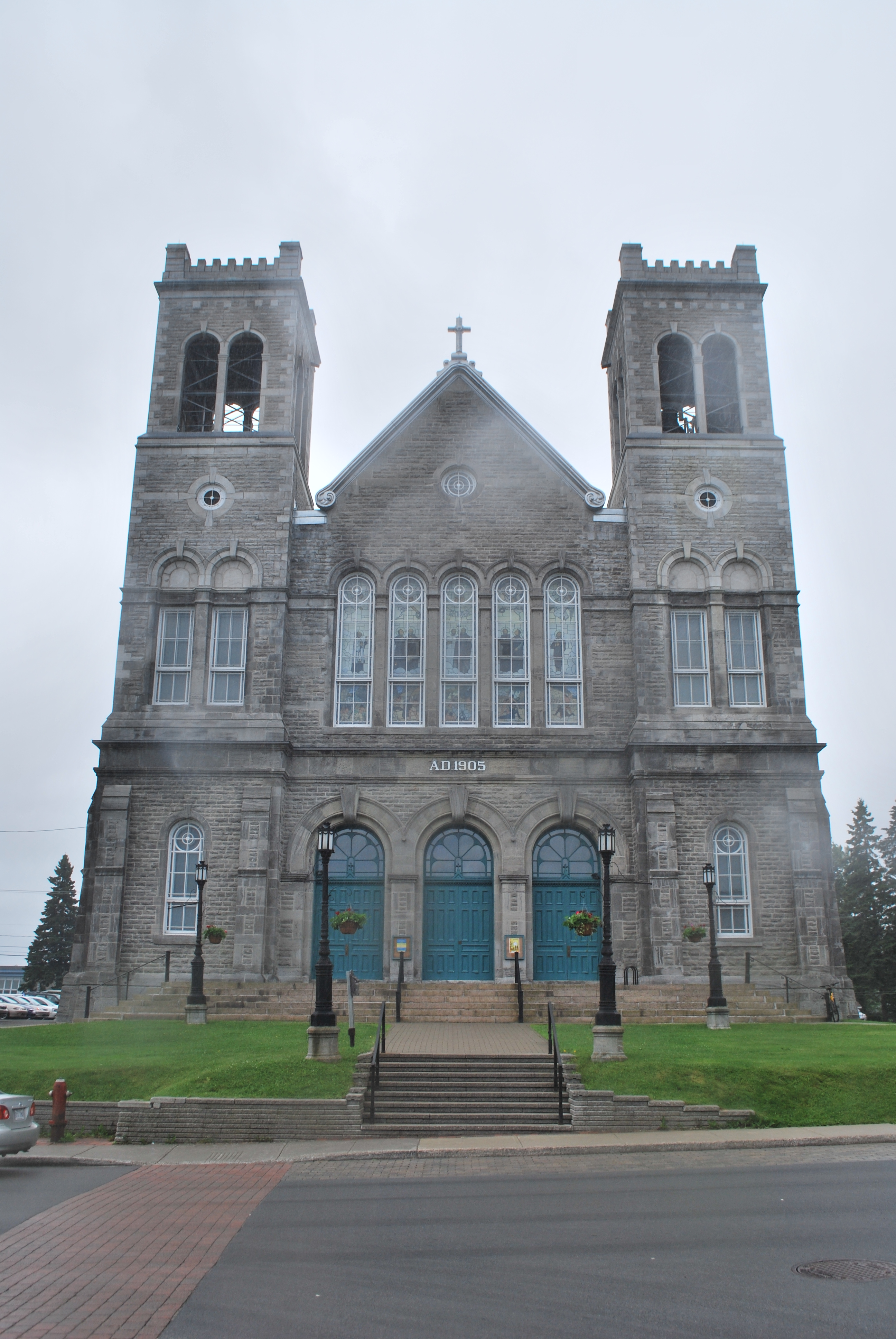
Kirche von Sainte-Agathe-des-Monts

Die Stadt unterhält Gemeindepartnerschaften mit Lagny-sur-Marne in Frankreich (seit 1969) und mit Saranac Lake im US-Bundesstaat New York (seit 2002).

## Bevölkerung
Gemäß der Volkszählung 2011 zählte Sainte-Agathe-des-Monts 10.115 Einwohner, was einer Bevölkerungsdichte von 78,5 Einw./km² entspricht. 91,3 % der Bevölkerung gaben Französisch als Hauptsprache an, der Anteil des Englischen betrug 4,9 %. Als zweisprachig (Französisch und Englisch) bezeichneten sich 0,6 %, auf andere Sprachen und Mehrfachantworten entfielen 3,2 %. Ausschließlich Französisch sprachen 60,0 %. Im Jahr 2001 waren 89,0 % der Bevölkerung römisch-katholisch, 3,9 % protestantisch und 5,7 % konfessionslos.

## Verkehr und Wirtschaft
Am nördlichen Stadtrand von Sainte-Agathe-des-Monts beginnt die Autoroute 15; diese Autobahn verbindet die Laurentinischen Berge mit Montreal und dem US-Bundesstaat New York. Eine weitere wichtige Straßenverbindung ist die Route 117 (Montreal–Rouyn-Noranda). Die ehemalige Bahnlinie wurde zu einem Radfernweg umgebaut, der zum Netz der Route Verte gehört.
Von hoher wirtschaftlicher Bedeutung ist der Tourismus. Aufgrund der landschaftlich reizvollen Lage inmitten von Bergen, Wäldern und Seen ist Sainte-Agathe-des-Monts für Bewohner des Ballungsraumes Montreal eine beliebte Ausflugs- und Urlaubsdestination. Zum Angebot gehören unter anderem mehrere Campingplätze, ein Theater, eine Segelschule, Badestrände, zwei Golfplätze und ein Kunstmuseum. Daneben werden zahlreiche kulturelle Veranstaltungen durchgeführt.

## Persönlichkeiten
- Jean-Jacques Bertrand (1916–1973), Politiker
- Jonathan Drouin (* 1995), Eishockeyspieler
- Pierre-Luc Dubois (* 1998), Eishockeyspieler
- Arnaud Gaudet (* 2000), Snowboarder
- Mikaël Kingsbury (* 1992), Freestyle-Skisportler
- Gaston Miron (1928–1996), Dichter
- Brittany Phelan (* 1991), Skirennläuferin
- Marie-Pier Préfontaine (* 1988), Skirennläuferin
- Ronnie Stern (* 1967), Eishockeyspieler